# Girolamo Forabosco
Pour les articles homonymes, voir Ferrabosco.
Girolamo Forabosco ou Gerolamo Ferrabosco (Venise, 1605 – Padoue, 23 janvier 1679) est un peintre vénitien baroque du XVIIe siècle, qui a été actif à Padoue et à Venise entre 1636 et 1644.

## Biographie
Après avoir été l'élève d'Alessandro Varotari (il Padovanino) à Venise, Girolamo Forabosco fut influencé dans son art par Bernardo Strozzi. Il fut admis à la Fraglia dei Pittori entre 1634 et 1639 et fut adhérent payant de 1640 à 1644. Il adopta le style de la composition et les thèmes de Tiberio Tinelli (Portrait d'une Vénitienne).
Giovanni Ventura le commisionna en 1646 pour un grand tableau, Le Sauvetage miraculeux, en ex-voto de sa propre aventure.
En 1653 il avait un atelier à Padoue, mais l'année suivante, il était de nouveau à Venise où il peignit un retable pour le patriarche Federico Cornaro, mort en 1654, et un Portrait de Carlo Contarini, doge de 1655 à 1656.
Gregorio Lazzarini fut un de ses élèves.

## Œuvres
Il nous a laissé un nombre d'œuvres plutôt réduit, essentiellement des portraits, genre qui assura sa réputation, récupérant des modèles des compositions du XVIe siècle, en les ravivant grâce à un usage plus vibrant de la couleur.
- Menichina (1624), Palazzo Barberini, Rome (son premier tableau)
- Portrait d'une dame noble, Pinacoteca Querini Stampalia
- Le Sauvetage miraculeux (1646), S Maria Assunta, Malamocco
- Portrait d'une vénitienne (1659-1662), huile sur toile, 78 × 64 cm, Kunsthistorisches Museum[2]
- Portrait de femme (portrait de courtisane?) (vers 1665), huile sur toile, 66 × 53 cm, Musée des Offices, Florence[3]
- Giuseppe e la moglie di Putifarre (Joseph et la femme de Putiphar), Palazzo Roverella, Rovigo,
- Portrait du doge Nicolò Sagredo, musée des beaux-arts de Lyon

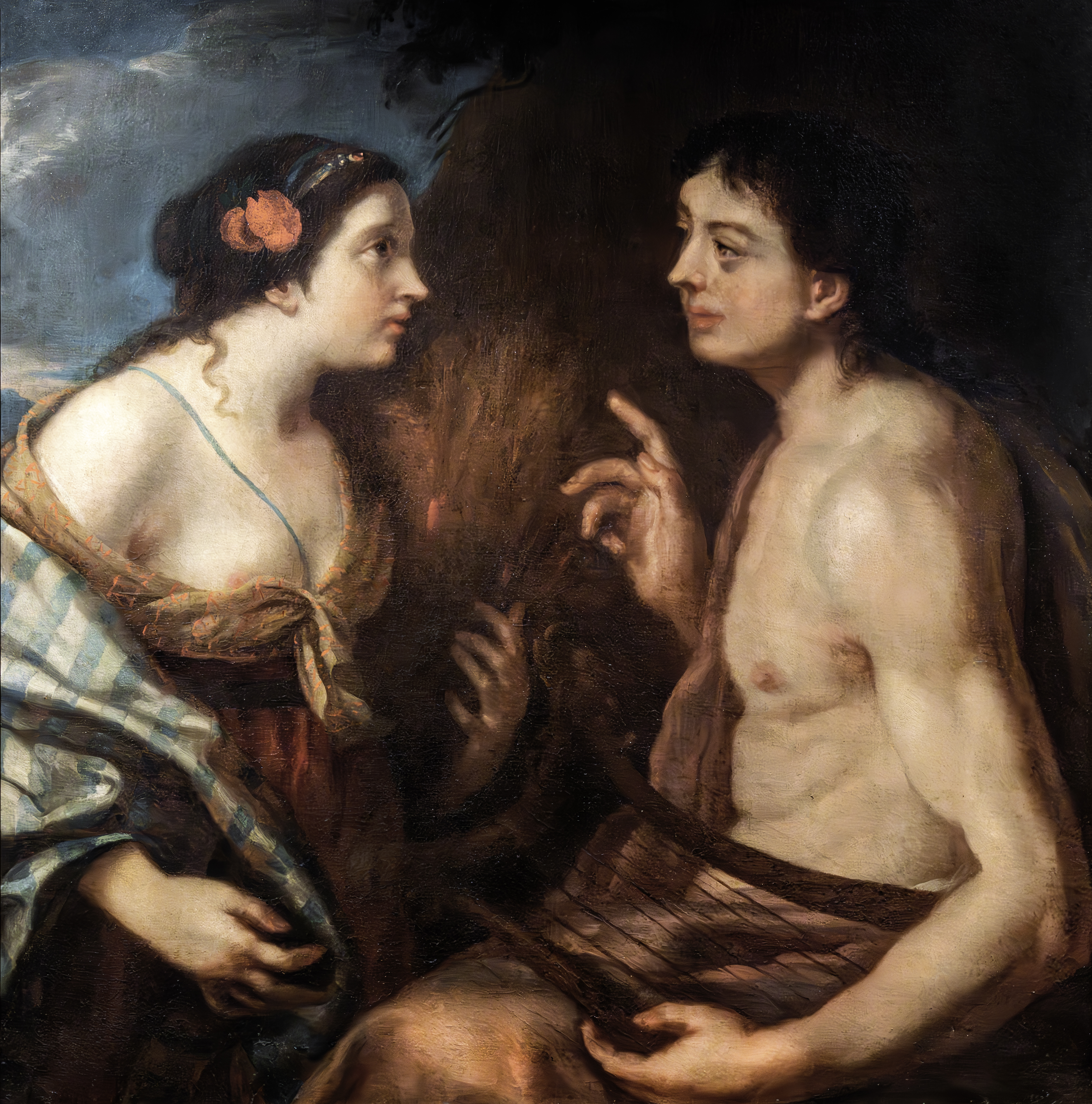
Apollon et la Sibylle de Cuman - Pinacoteca Egidio Martini Venise
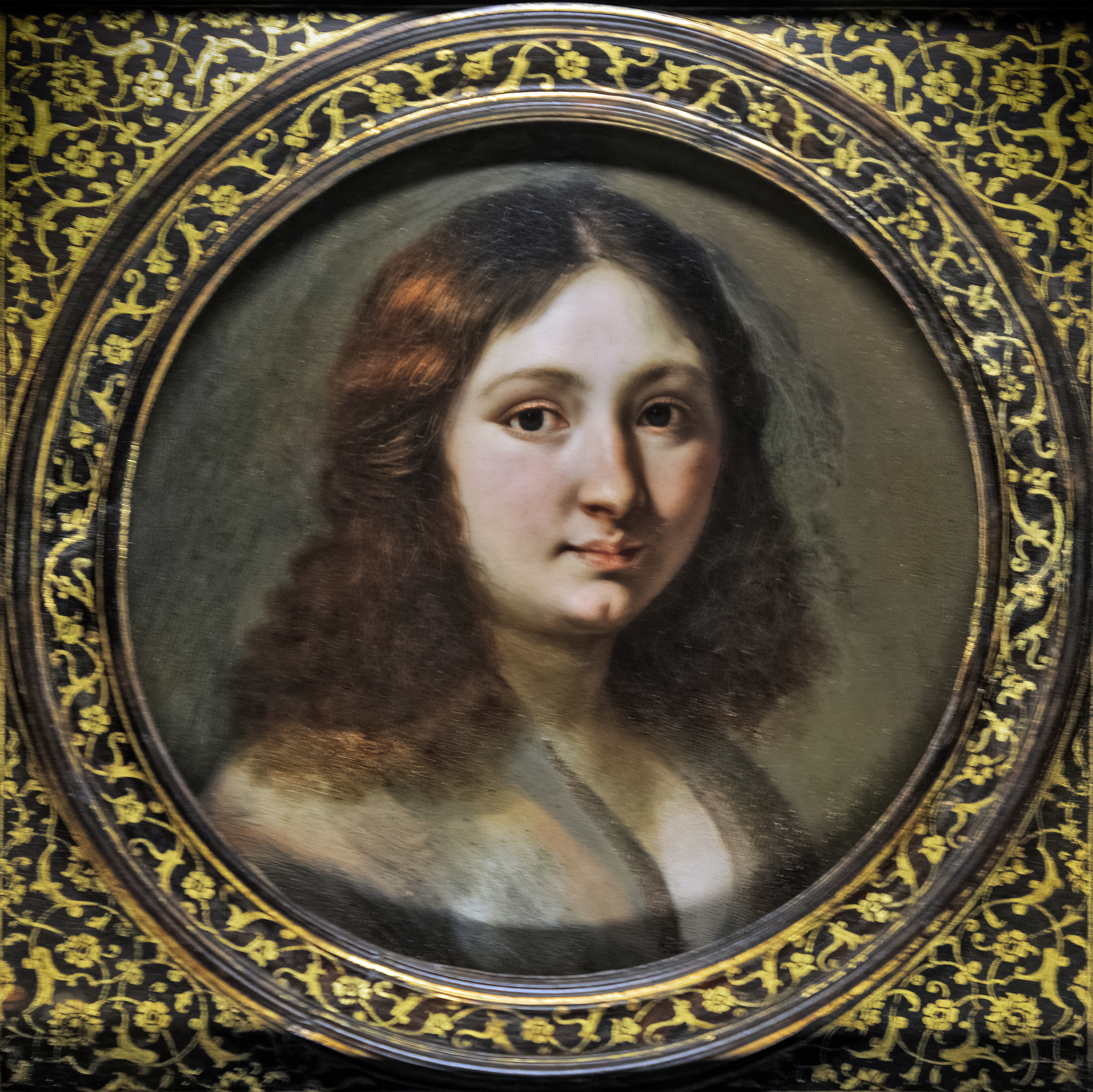
Portrait de Dame Musée Civique de Santa Caterina à Trévise.